# Giuseppe Bastos
Giuseppe Bastos (Lisboa, 8 de Dezembro de 1911 — Lisboa, 11 de Abril de 1975) foi um empresário e produtor teatral português.
Dedicou toda a sua vida à causa teatral e explorou, no Parque Mayer, um teatro desmontável no recinto onde mais tarde foi criado o Estádio Mayer para a actividade desportiva de luta e boxe. 
Também explorou o cine-teatro Capitólio e de seguida, em sociedade com o seu colega Vasco Morgado, os teatros Variedades e Maria Vitória. Quando explorava este último teatro, a morte veio-o a surpreender. 
Teve enorme actividade teatral, com produções no Teatro Sá da Bandeira, no Porto, no Teatro Avenida de Lisboa e em diversos Teatros nos Açores, Angola, Moçambique, África do Sul e Brasil. Foi responsável pela vinda a Portugal de grandes artistas estrangeiros, nomeadamente do Brasil, de Espanha e França. Com Eugénio Salvador, produziu grandes espectáculos de revista no Coliseu dos Recreios, em Lisboa.